# Manual de la vida salvatge
Manual de la vida salvatge (títol en francès: Manuel de la vie sauvage) és una minisèrie quebequesa de drama, thriller i humor negre basada en la novel·la de Jean-Philippe Baril Guérard, una sèrie irònica sobre com aconseguir l'èxit en els negocis. Està escrita i dirigida per Guérard i la protagonitzen Antoine Pilon, Louis Morissette, Gildor Roy, Catherine Brunet, Jean-Philippe Baril Guérard, Virginie Ranger-Beauregard i Rodley Pitt. Està produïda per KOTV Productions i distribuïda per Séries Plus i consta de 6 capítols de 60 minuts. Pot veure's a Filmin subtitulada en català. Va estrenar-se el 13 de juny de 2022.

## Argument
Kevin Bédard és un millennial brillant i ambiciós expert en tecnologia que odia profundament al seu pare, un empresari ric d'un poble remot. Kevin s'instal·la a la ciutat per allunyar-se'n i, juntament amb un parell d'amics, funda una start-up per a desenvolupar una aplicació que permeti revolucionar el dol i comunicar-se amb els difunts mitjançant la seva petjada digital. El camí cap a l'èxit no serà fàcil i la ràpida expansió de l'empresa comportarà conseqüències que obligaran al seu fundador a prendre decisions ètiques qüestionables, s'enfrontant-se al costat fosc de l'ambició i descobrint que l'èxit té un preu i que s'assembla més al seu pare del que voldria admetre.

## Repartiment principal[7]
- Antoine Pilon com a Kevin Bédard
- Virginie Ranger-Beauregard com a Ève
- Rodley Pitt com a Laurent
- Gabriel Lemire com a Arnaud
- Louis Morissette com a Damien
- Gildor Roy com a Denis
- Catherine Brunet com a Camille
- Jean-Philippe Baril Guérard com a Paul-André
- Étienne Boulay